# Schloss Kaiserau

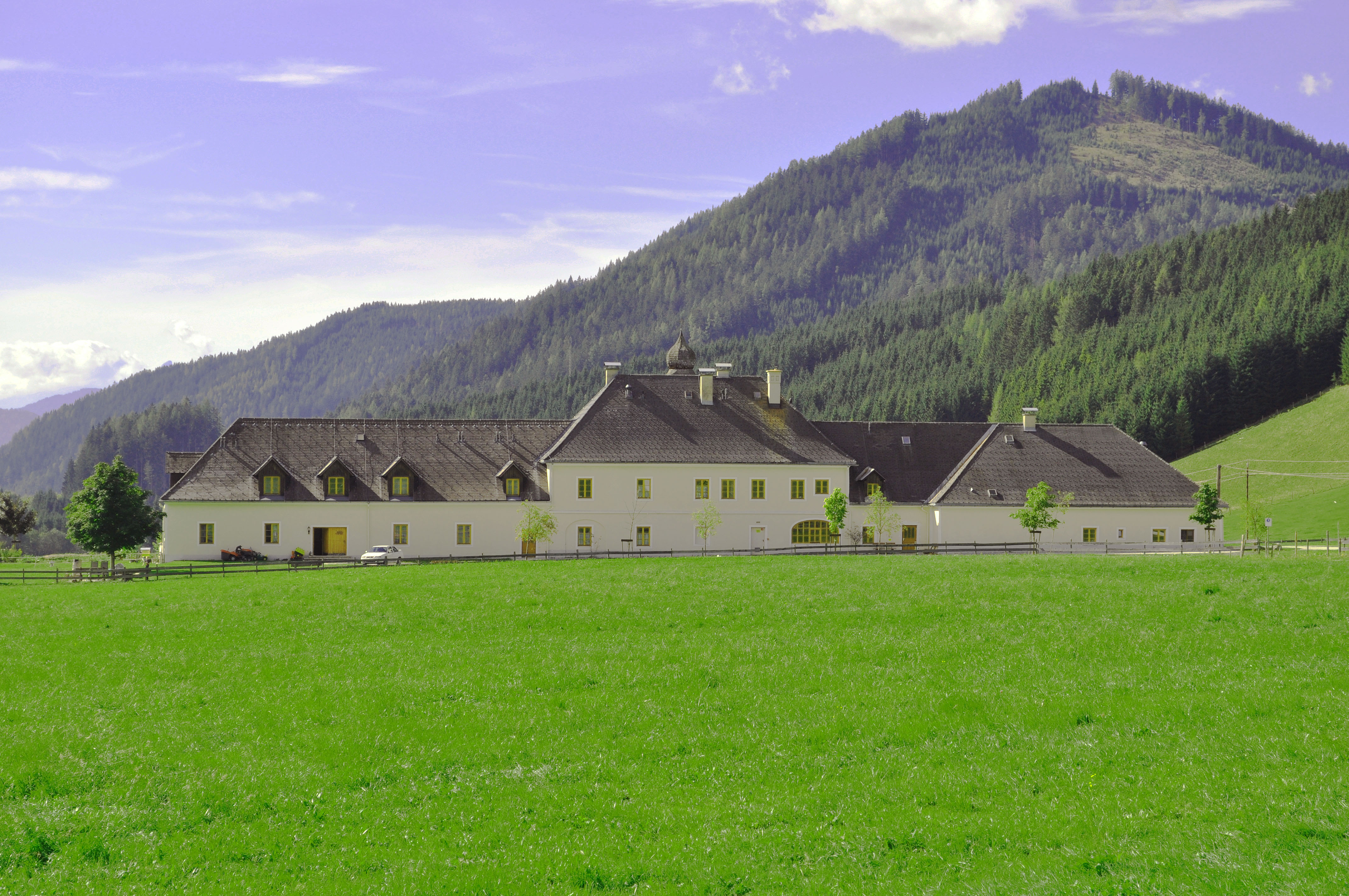
Schloss Kaiserau in Admont

Das Schloss Kaiserau steht in der Kaiserau in der Marktgemeinde Admont im Bezirk Liezen in der Steiermark. Das Schloss steht unter Denkmalschutz (Listeneintrag).

## Geschichte
1160 wird das bäuerliche Anwesen vom Salzburger Erzbischof Eberhard von Biburg erstmals unter Chaeserowe urkundlich bestätigt. Die Bezeichnung geht nicht auf „Kaiserau“ zurück, sondern auf die ansässige Almwirtschaft bzw. „Käserei“. Das Anwesen wurde 1551 durch Abt Valentin Abel für das Stift Admont erworben und zum stiftischen Meierhof ausgebaut, um 1710 unter Abt Anselm Lürzer von Zechenthal als Jagdschloss neuerrichtet und 1776/1777 unter Matthäus Offner ausgemalt. Kaiserliche Jagdgäste waren unter anderen Joseph II., Ferdinand I. sowie der Erzherzog Johann von Österreich. In der Zeit des Nationalsozialismus war im Schloss eine Außenstelle der Reichsforschungsanstalt für alpine Landwirtschaft eingerichtet. Am 3. September 1942 vernichtete ein Brand das Gebäude fast zur Gänze. Im Jahr 1950 wurde es leicht vereinfacht wieder aufgebaut. Heute wird es an die örtliche Tourismusgesellschaft verpachtet und von dieser als Beherbergungsbetrieb genutzt.